# 劉坦 (南朝)
刘坦（443年—504年），字德度，南朝梁南阳郡安众县（今河南省镇平县南）人，是西晋镇东将军劉喬七世孙、劉虯的堂弟。
刘坦在南齐担任孱陵令、西中郎中兵参军，以干练著称。随萧颖育与萧衍起兵，转任谘议参军。自请出去管理湘州，于是授辅国长史、长沙郡太守，行湘州事。征发湘州十郡人丁，运粮三十余万斛，供给萧衍之兵。湘州诸郡都受命萧宝卷，刘坦的湘州所控制只有数县，州人都想要泛舟逃走。刘坦至湘州，聚船焚烧，发兵与诸郡相持。派军抗拒王僧粲，计斩钟玄绍，安定湘州。萧衍平建康城，州境安定。萧衍称帝，建立梁朝，以刘坦之功封为荔浦县子，官至新兴郡太守、西中郎长史，天监三年去世，时年六十二岁。

## 延伸阅读
[在维基数据编辑]
 《梁書·卷19》，出自姚思廉《梁書》